# Brevipalpus apalos
Brevipalpus apalos är en spindeldjursart som beskrevs av Mohammad Nazeer Chaudhri och Akbar 1985. Brevipalpus apalos ingår i släktet Brevipalpus och familjen Tenuipalpidae. Inga underarter finns listade.